# Estadio Free State
El Free State, llamado por motivos publicitarios Toyota Stadium (anteriormente conocido como Vodacom Park), es un estadio deportivo situado en Bloemfontein, Sudáfrica, utilizado para encuentros de fútbol y de rugby, con capacidad para 46 000 personas. Fue una de las sedes de la Copa Mundial de Fútbol de 2010. Su nombre procede de la provincia en la que está situado, la provincia del Estado Libre (en inglés Free State).

## Datos
Inaugurado en 1952, el estadio sufrió una completa remodelación con ocasión de la Copa Mundial de Rugby de 1995, de la que fue sede, para albergar indistintamente encuentros de rugby y de fútbol.
Los principales equipos de rugby que utilizan el estadio son el Free State Cheetahs, que participa en la competición nacional de Sudáfrica , la Currie Cup; y el Cheetahs, que representa el Estado Libre y las provincias del Cabo Norte en el Super 14. El principal equipo de fútbol es el Bloemfontein Celtic, que juega en la Liga Premier de Fútbol.
Para la Copa Mundial de Fútbol de 2010, se añadió un segundo nivel a la tribuna principal en el lado occidental del campo, aumentando la capacidad total de 36 538 a 45 058 espectadores –aforo necesario para los estadios en la 1ª y 2ª rondas de partidos del campeonato–. Además, se instalaron nuevos tornos, se mejoró la iluminación, fueron instalados cuadros electrónicos, el sistema de sonido fue renovado a las normas exigidas, se realizó la instalación de CCTV (circuito cerrado de TV) y fue dotado de mayores facilidades para los medios de comunicación con las mejoras en sus instalaciones.
Para renovar el estadio, Bloemfontein recibió 221 millones de rands, aunque las estimaciones de gastos fueron de 245 millones, ya que la ciudad decidió asumir un déficit de 24 millones. Los trabajos comenzaron en julio de 2007, y su finalización se produjo en septiembre de 2008.

## Eventos

### Copa Confederaciones 2009
El Free State fue uno de los cuatro estadios elegidos para albergar encuentros de la Copa FIFA Confederaciones 2009, que se disputó en junio de 2009 en Sudáfrica. Los encuentros que se disputaron en este estadio fueron:
| Fecha             | Fase         | Equipo |                   | Resultado |                           | Equipo         | Espectadores                                                        |
| ----------------- | ------------ | ------ | ----------------- | --------- | ------------------------- | -------------- | ------------------------------------------------------------------- |
| 15 de junio, 2009 | Primera fase | Egipto | Bandera de Egipto | 3 - 4     | Bandera de Brasil         | Brasil         | 27 851 Reporte Archivado el 18 de junio de 2009 en Wayback Machine. |
| 17 de junio, 2009 | Primera fase | España | Bandera de España | 1 - 0     | Bandera de Irak           | Irak           | 30 512 Reporte Archivado el 20 de junio de 2009 en Wayback Machine. |
| 20 de junio, 2009 | Primera fase | España | Bandera de España | 2 - 0     | Bandera de Sudáfrica      | Sudáfrica      | 38 212 Reporte Archivado el 23 de junio de 2009 en Wayback Machine. |
| 24 de junio, 2009 | Semifinales  | España | Bandera de España | 0 - 2     | Bandera de Estados Unidos | Estados Unidos | 35 369 Reporte Archivado el 10 de mayo de 2010 en Wayback Machine.  |

### Copa Mundial de Fútbol de 2010
Free State fue uno de los estadios elegidos para albergar encuentros del Campeonato del Mundo de 2010, concretamente 5 de la fase de grupos y 1 de octavos de final. Fueron los siguientes:
| Fecha             | Fase             | Equipo     |                       | Resultado |                       | Equipo     | Espectadores                                                        |
| ----------------- | ---------------- | ---------- | --------------------- | --------- | --------------------- | ---------- | ------------------------------------------------------------------- |
| 14 de junio, 2010 | Primera fase     | Japón      | Bandera de Japón      | 1 - 0     | Bandera de Camerún    | Camerún    | 30 620 Reporte Archivado el 17 de junio de 2010 en Wayback Machine. |
| 17 de junio, 2010 | Primera fase     | Grecia     | Bandera de Grecia     | 2 - 1     | Bandera de Nigeria    | Nigeria    | 31 593 Reporte Archivado el 21 de junio de 2010 en Wayback Machine. |
| 20 de junio, 2010 | Primera fase     | Eslovaquia | Bandera de Eslovaquia | 0 - 2     | Bandera de Paraguay   | Paraguay   | 26 643 Reporte Archivado el 24 de junio de 2010 en Wayback Machine. |
| 22 de junio, 2010 | Primera fase     | Francia    | Bandera de Francia    | 1 - 2     | Bandera de Sudáfrica  | Sudáfrica  | 39 415 Reporte Archivado el 26 de junio de 2010 en Wayback Machine. |
| 25 de junio, 2010 | Primera fase     | Suiza      | Bandera de Suiza      | 0 - 0     | Bandera de Honduras   | Honduras   | 28 042 Reporte Archivado el 28 de junio de 2010 en Wayback Machine. |
| 27 de junio, 2010 | Octavos de final | Alemania   | Bandera de Alemania   | 4 - 1     | Bandera de Inglaterra | Inglaterra | 40 510 Reporte Archivado el 30 de junio de 2010 en Wayback Machine. |

### Campeonato Africano de Naciones de 2014
Free State fue uno de los estadios elegidos para albergar encuentros del Campeonato Africano de Naciones de 2014, concretamente 5 de la fase de grupos y 1 de octavos de final. Fueron los siguientes:
| Fecha             | Fase             | Equipo     |                       | Resultado              |                                            | Equipo                          | Espectadores |
| ----------------- | ---------------- | ---------- | --------------------- | ---------------------- | ------------------------------------------ | ------------------------------- | ------------ |
| 13 de enero, 2014 | Primera fase     | Ghana      | Bandera de Ghana      | 1 - 0                  | Bandera de República del Congo             | Congo                           | 3500         |
| 13 de enero, 2014 | Primera fase     | Libia      | Bandera de Libia      | 2 - 0                  | Bandera de Etiopía                         | Etiopía                         | 16 000       |
| 17 de enero, 2014 | Primera fase     | Ghana      | Bandera de Ghana      | 1 - 1                  | Bandera de Libia                           | Libia                           | 7000         |
| 17 de enero, 2014 | Primera fase     | Etiopía    | Bandera de Etiopía    | 0 - 1                  | Bandera de República del Congo             | Congo                           | 10 000       |
| 21 de enero, 2014 | Primera fase     | Etiopía    | Bandera de Etiopía    | 0 - 1                  | Bandera de Ghana                           | Ghana                           |              |
| 22 de enero, 2014 | Primera Fase     | Mauritania | Bandera de Mauritania | 2 - 4                  | Bandera de Inglaterra                      | Gabón                           | 7000         |
| 26 de enero, 2014 | Cuartos de final | Ghana      | Bandera de Ghana      | 1 - 0                  | Bandera de República Democrática del Congo | República Democrática del Congo |              |
| 29 de enero, 2014 | Semifinal        | Zimbabue   | Bandera de Zimbabue   | 0:0(0:0 t.s.)(4:5 pen) | Bandera de Libia                           | Libia                           |              |
| 29 de enero, 2014 | Semifinal        | Ghana      | Bandera de Ghana      | 0:0(0:0 t.s.)(4:1 pen) | Bandera de Nigeria                         | Nigeria                         |              |